# Torestorp
Torestorp is een plaats in de gemeente Mark in het landschap Västergötland en de provincie Västra Götalands län in Zweden. De plaats heeft 389 inwoners (2005) en een oppervlakte van 71 hectare.